# Gustaf August Wasastjerna

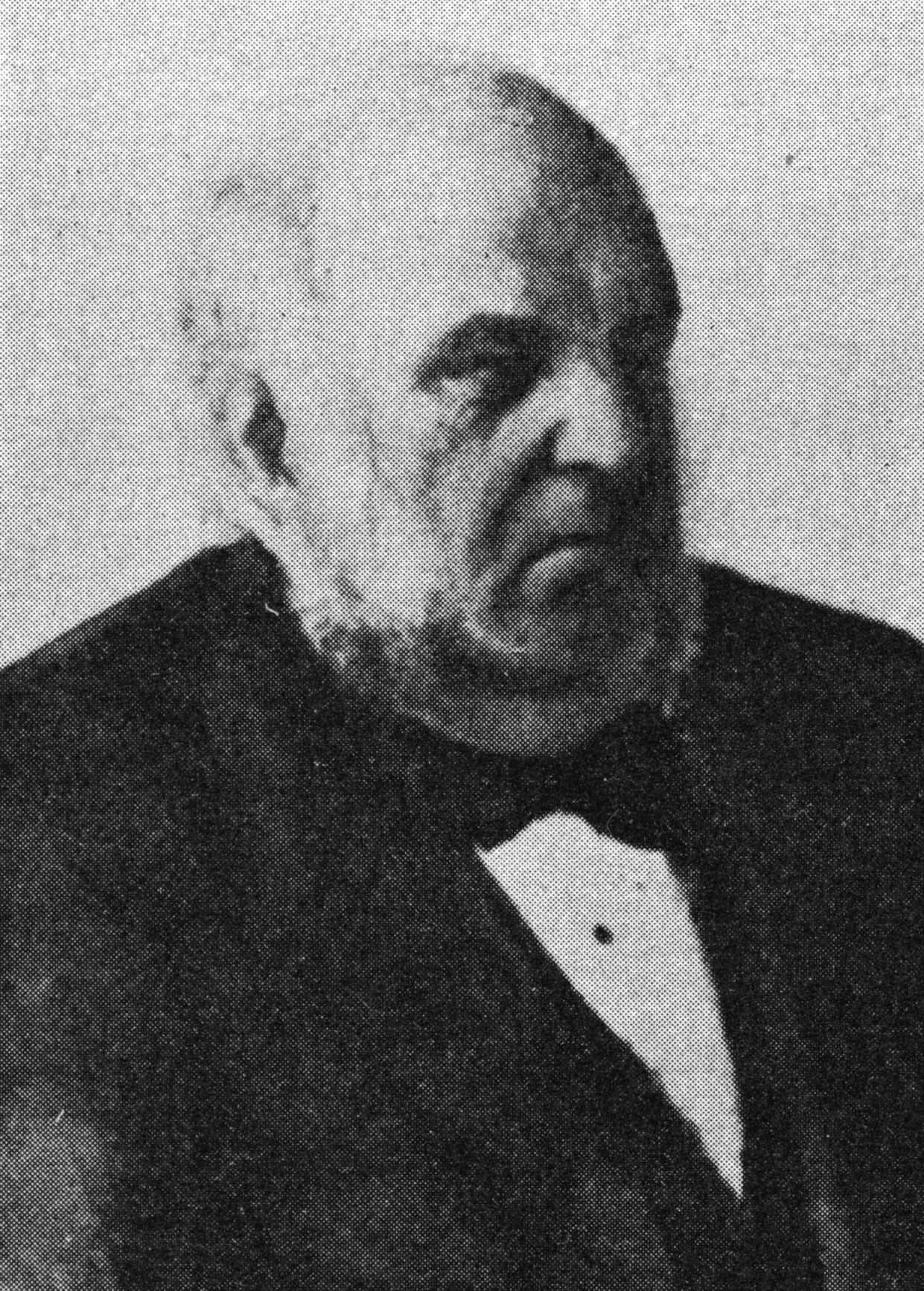
Gustaf August Wasastjerna.

Gustaf August Wasastjerna, född 12 augusti 1823 i Seinäjoki, död 11 juni 1905 i Peräseinäjoki, var en finländsk industriman. Han var son till Gustaf Adolf Wasastjerna. 
Wasastjerna studerade i början av 1840-talet järnhantering i Falun och övertog efter faderns död dennes bruk. Tillsammans med Adolf Törngren grundade han 1861 Tammerfors Linne- & Jernmanufaktur Ab (sedermera Tampella), i vilken han var den största delägaren. Han gjorde bland annat genom sitt föredöme en viktig insats inom lantbruket i Södra Österbotten som ägare till Östermyra bruksegendom, som under hans tid utvecklades till en mönstergård (4 000 hektar, varav 1 200 hektar åker). Han gjorde riskfyllda investeringar och var en rundhänt kreditgivare, vilket sedan flera kreditorer råkat i svårigheter ledde till konkurs för honom själv 1869. Man lyckades dock hålla Östermyra gård i familjens ägo fram till 1890, då den övertogs av fordringsägarna. Sina sista år brukade han en liten gård i Seinäjoki. Han tilldelades lantbruksråds titel 1884.